# Walter von Molo
Walter von Molo (Šternberk, avui en dia a Txèquia, 1880 — Murnau am Staffelsee, 1958) va ser un escriptor austríac. Va escriure principalment novel·les històriques i biogràfiques, amb un gran contingut dramàtic i certa exageració.

## Obres
- Der Schiller-Roman (‘La novel·la de Schiller’, 1912-16)
- Der Roman eines Volkes (‘La novel·la d'un poble’, 1924), una història de Prússia durant el regnat de Frederic II
- Ein Deutscher ohne Deutschland (‘Un alemany sense Alemanya’, 1931), sobre Friedrich List